# 伊森·柯恩
伊森·傑西·柯恩（英语：Ethan Jesse Coen，1957年9月21日—）是美國電影導演、編劇及製片。由於其作品的編劇、製片及導演都是親生兩兄弟共同合作完成，故被稱為「柯恩兄弟」。在個人事業上與大西洋劇場製作舞台劇，並在《Relatively Speaking》三部戲中邀來伍迪·艾伦和 伊萊恩·梅共同編劇製作。

## 生平

### 成長背景
伊森·柯恩是猶太人，出生在美國明尼蘇達州的猶太人家庭。他參加了美國威斯康星州的猶太人夏令營Herzl Camp（學習並慶祝猶太教生活的營地）。他於明尼蘇達州明尼阿波利斯郊區聖路易斯公園成長。母親瑞納（娘家姓為諾依曼）是聖克勞德州立大學藝術史學家，而父親愛德華·科恩是明尼蘇達大學經濟學家。伊森·柯恩的母親是虔守傳統的猶太人，在對孩子的教育上她推動猶太教的宗教教育。
於1976年畢業於聖路易公園高中，並畢業於馬薩諸塞州巴德學院西蒙岩石分校。接著進入普林斯頓大學學習，於1979年獲得學位。他的畢業論文是41頁的文章《維特根斯坦後期哲學思想的兩種觀點》。

### 個人生活
伊森的妻子是電影剪輯師翠西婭‧庫克，他們有兩個孩子：女兒Dusty和兒子Buster Jacob。目前居住於紐約。

## 戲劇作品
2008年1月，伊森·柯恩撰寫的劇本《Almost an Evening》於外百老匯大西洋劇場首映。2008年3月至2008年6月1日在紐約市布利克街劇院進行商業放映，由大西洋劇場和Art Meets Commerce製作。
2011年伊森·柯恩寫了獨幕喜劇《Relatively Speaking》在布魯克斯·阿特金森劇院10月20日，2011年該劇結束在2012年1月29日，這一季總共演出153場。
2013年伊森·柯恩寫了《Women or Nothing》，於9月16日在琳達總值劇院首演作為大西洋劇團的2013年至2014年季演。

## 外部連結
- 伊森·柯恩在互联网电影资料库（IMDb）上的資料（英文）
- 伊森·柯恩在豆瓣上的资料（简体中文）